# Aguti oliwkowy
Aguti oliwkowy (Dasyprocta azarae) – gatunek gryzonia z rodziny agutiowatych. Żyje w Ameryce Południowej na terenie Brazylii, Argentyny i Paragwaju, na pobrzeżach lasów tropikalnych, sawann i terenów uprawnych.
Gryzoń o długości do 60 – 65 cm, wagi do 4 kg, ogon zredukowany. Futerko koloru oliwkowego, oliwkowo-zielone o srebrzystym połysku, od spodu białawy.
Zwykle żyje pojedynczo, prowadzi głównie dzienny tryb życia. Na noc chroni się w pustych pniach drzew lub kopie nory; gniazda buduje z liści, korzeni i sierści.
Jest roślinożerny: zjada owoce, łodygi i korzenie, które trzyma w przednich łapkach (podobnie jak chomik lub wiewiórka).
Ciąża trwa ok. 3 miesiące, po których samica rodzi 1-2 młodych. Maluchy szybko stają się samodzielne.